# Jens Ove Kjeldsen
Jens Ove Kjeldsen (født 1945) er tidligere viceborgmester og Kristendemokraternes folketingskandidat i Thistedkredsen. 
Jens Ove Kjeldsen er uddannet cand.agro., og har haft adskillige tillidsposter i Kristendemokraterne over flere år, hvor han bl.a. har været viceborgmester i Herning Kommune og afløser i Folketinget.
Skiftede i 2010 opstillingskreds fra hans bopæl i Herning Sydkredsen til Thistedkredsen.